# Młodzieżowe Indywidualne Mistrzostwa Szwecji na Żużlu 2001
Młodzieżowe Indywidualne Mistrzostwa Szwecji na Żużlu 2001 – cykl turniejów żużlowych, mających wyłonić najlepszych szwedzkich żużlowców w kategorii do 21 lat, w sezonie 2001. Tytuł wywalczył David Ruud.

## Finał
- Gislaved, 8 września 2001

| Msc. | Zawodnik             | Klub        | Pkt   |  |  |
| ---- | -------------------- | ----------- | ----- |  |  |
| 1    | David Ruud           | Lejonen     | 15    |  |  |
| 2    | Daniel Davidsson     | Smederna    | 14    |  |  |
| 3    | Jonas Davidsson      | Smederna    | 10 +3 |  |  |
| 4    | Peter Ljung          | Svelux      | 10 +2 |  |  |
| 5    | Magnus Karlsson      | Valsarna    | 9     |  |  |
| 6    | Patrik Gustafsson    | Indianerna  | 8     |  |  |
| 7    | Eric Andersson       | Masarna     | 8     |  |  |
| 8    | Fredrik Lindgren     | Indianerna  | 7     |  |  |
| 9    | Antonio Lindbäck     | Gasarna     | 7     |  |  |
| 10   | Freddie Eriksson     | Rospiggarna | 6     |  |  |
| 11   | Niklas Fridell       | Indianerna  | 6     |  |  |
| 12   | Robert Lonnblom      | Lejonen     | 6     |  |  |
| 13   | Mattias Nilsson      | Vetlanda    | 6     |  |  |
| 14   | Andreas Lekander     | Piraterna   | 4     |  |  |
| 15   | Kim Aspegren         | Vetlanda    | 3     |  |  |
| 16   | Norvy Brandin        | Kaparna     | 1     |  |  |
| 17   | rez. Mattias Trofast | Lejonen     | 0     |  |  |
| 18   | rez. Fredrik Antfolk | Eldarna     | 0     |  |  |